# Linia kolejowa Mohylew – Krzyczew
Linia kolejowa Mohylew – Krzyczew – linia kolejowa na Białorusi łącząca stację Mohylew I ze stacją Krzyczew I. Jest to fragment linii Osipowicze – Krzyczew.
Linia położona jest w obwodzie mohylewskim.
Linia w całości jest niezelektryfikowana i jednotorowa.